# Erding
Erding est une ville allemande située en Bavière et chef-lieu de l'arrondissement d'Erding.

## Histoire
| Appartenances historiques - Duché de Bavière 1228–1255 - Duché de Basse-Bavière 1255–1353 - Duché de Bavière-Landshut 1353-1503 - Duché de Bavière 1503–1623 - Électorat de Bavière 1623–1806 - Royaume de Bavière 1806–1918 - République de Weimar 1918–1933 - Reich allemand 1933–1945 - Allemagne occupée 1945–1949 - Allemagne 1949–présent |

Le 28 avril 1945, trois officiers de la Wehrmacht s'emparent de l'émetteur radio de la ville. Ils s'affirment comme membres du comité "Action Liberté de la Bavière" et lancent un appel à déposer les armes. Le gauleiter Paul Giesler réprime sauvagement cette rébellion (60 exécutions).

## Jumelage
- Bastia (France)

## Personnalités
- Sara Nuru, (1989-), mannequin et entrepreneure, est née à Erding.